# Ágnes Konkoly
Agnes Konkoly (Budapest, 23 luglio 1987) è una modella ungherese, eletta Miss Universo Ungheria il 9 giugno 2012 presso gli studi di TV2 di Budapest. Al momento dell'incoronazione, la Konkoly lavorava come wedding planner.
La modella ungherese è stata incoronata dalla detentrice del titolo uscente, Betta Lipcsei. Dietro di lei si sono classificate Tamara Cserhati, che rappresenterà l'Ungheria a Miss Mondo 2012 e Alexandra Kocsis che invece gareggerà per il titolo di Miss Terra 2012.
Agnes Konkoly invece rappresenterà l'Ungheria in occasione della sessantunesima edizione del prestigioso concorso di bellezza internazionale Miss Universo, che si terrà a dicembre 2012.